# Derek Ibbotson
Derek Ibbotson (Huddersfield, 1932. június 17. – Wakefield, 2017. február 23.) olimpiai bronzérmes angol atléta, futó.

## Pályafutása
Az 1956-os melbourne-i olimpián 5000 méteren bronzérmet szerzett.
2008-ban a A Brit Birodalom Rendje (MBE) kitüntetésben részesült. 2011-ben az England Athletics Hall of Fame tagjává választották.

## Sikerei, díjai
- Olimpiai játékok
  - bronzérmes: 1956, Melbourne – 5000 m